# میدان پوپولو

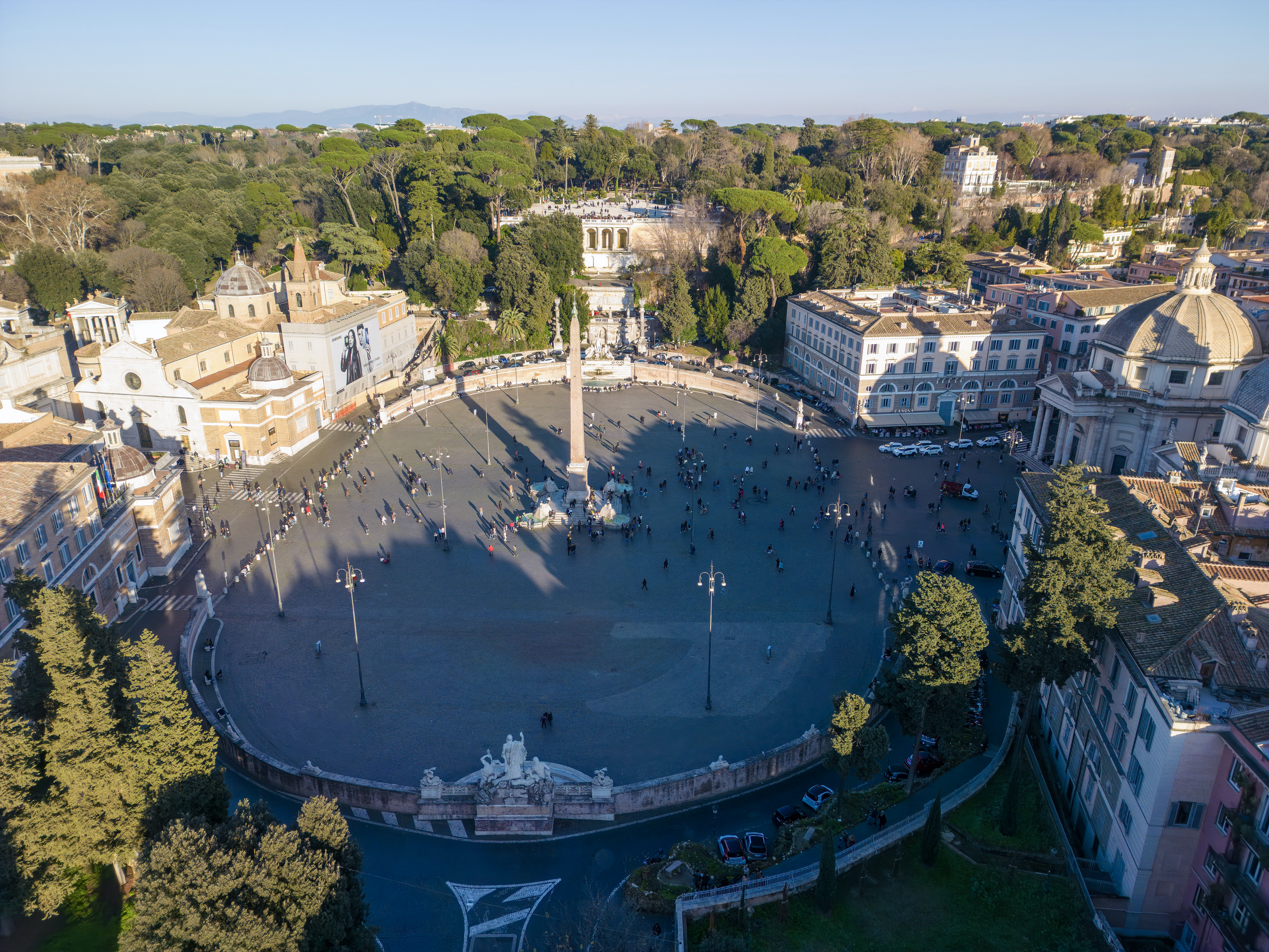
میدان پوپولو، دید از جانب تپهٔ پینچو.

میدان پوپولو یا پلازای پوپولو (به ایتالیایی: Piazza del Popolo) میدان شهری بزرگی است در شهر رم، ایتالیا. نام این میدان، در ادبیات امروز ایتالیا به معنی میدان مردم است. اما به‌لحاظ تاریخی، نام این میدان از نام بازیلیکای سانتا ماریا دل‌پوپولو (Basilica of Santa Maria del Popolo) گرفته شده است.
این میدان از مشهورترین میادین شهر رم است. شکل امروزی این میدان، توسط معمار ایتالیایی، جوزپه والادیه (۱۸۳۹ - ۱۷۶۲) طراحی و بین سالهای ۱۸۱۶ تا ۱۸۲۰ اجرا شده است.

## تاریخچه
تا عصر راه‌آهن، میدان پوپولو برای تمام سیاحانی که از شمال به رم می‌آمدند، ورودی اصلی شهر بود. از بناهای مشهور این میدان، کلیساهای دوقولوی کارلورینالدی (Carlo Rainaldi) ساخته شده در سال ۱۶۶۲، یک اوبلیسک به‌سبک مصری مربوط به قرن شانزدهم و نمای سادهٔ کلیسای سن ماریا دل پوپولو که به دیر آگوستینیان متصل بود، را می‌توان نام برد. علاوه بر این‌ها تا سال ۱۷۹۴ بناهای بی‌اهمیت دیگری در میدان پوپولو وجود داشتند.
جوزپه والادیه در طرح نهایی خودش که بین سال‌های ۱۸۱۶ تا ۱۸۲۰ اجرا شد، تمام بناهای با عظمت مذکور را که در این میدان یا در اطراف آن بودند به‌جای گذاشت و باقی بناها را کوبید. وی قسمت اعظم باغ‌های دیر اگوستینیان (Mausoleum of Augustus) را به پارکی عمومی تبدیل کرد و بدین وسیله رفتن به تپهٔ پینچو (Pincio) را میسر ساخت. اضافه بر این، والادیه چندین ساختمان مسکونی در کنار این میدان ساخت و دو سکوی نیم‌دایره‌ای زیبا که حتی تا امروز در تنظیم عبور و مرور این میدان نقش موثری دارند ایجاد کرد. از این‌ها گذشته باغچه بندی این میدان که طرحی دقیق دارد کار او است.